# شاند (مجارستان)
شاند (به مجاری:  Sand) یک شهرداری در مجارستان است که در ناحیه نادْیْ‌کانیژا واقع شده‌است. شاند ۷٫۴۸ کیلومتر مربع مساحت و ۴۷۱ نفر جمعیت دارد.